# (6228) Yonezawa
(6228) Yonezawa es un asteroide perteneciente al cinturón de asteroides, región del sistema solar que se encuentra entre las órbitas de Marte y Júpiter, más concretamente a la familia de Eunomia, descubierto el 17 de enero de 1982 por Toshimasa Furuta desde Tōkai, Japón.

## Designación y nombre
Designado provisionalmente como 1982 BA. Fue nombrado Yonezawa en homenaje a ciudad de Yonezawa, ubicada al sur de la prefectura de Yamagata, tiene un área de 549 kilómetros cuadrados. La ciudad está en una cuenca rodeada por las cadenas montañosas Azuma e Iide.

## Características orbitales
Yonezawa está situado a una distancia media del Sol de 2,686 ua, pudiendo alejarse hasta 2,986 ua y acercarse hasta 2,385 ua. Su excentricidad es 0,111 y la inclinación orbital 14,40 grados. Emplea 1607,96 días en completar una órbita alrededor del Sol.

## Características físicas
La magnitud absoluta de Yonezawa es 12,9. Tiene 6,739 km de diámetro y su albedo se estima en 0,323. 